# 서울상도유치원
서울상도유치원은 서울특별시 동작구에 있는 공립 단설유치원이다. 원장은 유치원 1급 정교사 중 원감 자격증을 보유하고 3년 이상을 재직한 사람으로 보한다.

## 연혁
- 2013년 12월 26일 : 설립 인가
- 2014년 : 개원

## 사건
2018년 9월 6일 23시 22분에 인근 신축 공사장의 지반 약화로 10도 정도 기우는 사고가 발생했다. 학교측은 2018년 3월 31일부터 위험하다고 판단해 동작구청에 안전조치를 건의했지만 묵살당했고, 사고 하루 전날 안전조치를 세우겠다는 약속을 받았지만 지반이 무너졌다.
2019년 1월 25일 경찰은 유치원 지반 붕괴 원인을 인근 신축 다세대 주택 공사장의 흙막이 붕괴 방지대책 미흡으로 결론지었다. 시공사가 굴착 지반의 지반조사를 제대로 하지 않아 흙막이 가시설이 붕괴되었다. 시공업체 관계자들은 경찰 조사에서 혐의를 일부 인정하였으나, '애초 유치원 건물이 부실시공되어 붕괴가 일어난 것'이라고 주장하였다. 그러나 경찰은 서울 상도유치원 사고 진상조사위원회 조사 결과, 붕괴 당시 CCTV 영상으로 볼 때 흙막이가 먼저 무너진 후 유치원이 무너진 점으로 보아 유치원 건물이 부실시공되어 붕괴되었다고 보기 어렵다고 판단했다.
사고진상조사위원회는 2018년 12월 유치원 붕괴 원인이 첫째, 다세대주택 흙막이 가시설 시공 전 부정확한 지반조사, 둘째, 설계 시 네일의 불충분한 길이, 셋째, 안전계측 관리 부실로 지적한 바 있다. 다세대주택 시공사는 흙막이 가시설 시공 전 공법에 따른 인발(부착력) 시험을 하지 않았고 지반변이 확인을 위한 안전계측을 부실하게 하였다.
다세대주택 토목공사를 하도급받은 업체는 다시 건설업 무등록자에게 흙막이 가시설 공사를 하도급하여 건설기술진흥법을 위반하였다. 흙막이 가시설을 설계한 토목기사 모 씨는 다른 토목설계 업체의 명의를 빌려 설계했는데 명의를 빌려준 업체 대표도 적발되었다.
한편 공사 인허가 기관인 동작구청 관계자들에 대한 경찰의 조사에서는 '붕괴가 일어날 것을 미리 알고도 아무 조치도 취하지 않았다'는 점을 입증할 자료가 없어 혐의 없음으로 결론 내렸다.